# Lost & Found (альбом Marilyn Manson)
«Lost & Found» — второй сборник рок-группы Marilyn Manson, выпущенный в Европе 5 мая 2008 года на лейблах Polydor/Universal. Альбом не включает ранее невыпущенных композиций.

## Список композиций
| №  | Название                                                                       | Длительность |
| -- | ------------------------------------------------------------------------------ | ------------ |
| 1. | «Lunchbox» (взято из Portrait of an American Family)                           | 4:36         |
| 2. | «The Beautiful People» (взято из Antichrist Superstar)                         | 3:42         |
| 3. | «I Don't Like the Drugs (But the Drugs Like Me)» (взято из Mechanical Animals) | 5:03         |
| 4. | «Irresponsible Hate Anthem» (взято из The Last Tour on Earth)                  | 4:38         |
| 5. | «The Fight Song» (взято из Holy Wood (In the Shadow of the Valley of Death))   | 2:58         |

## Участники записи
- Мэрилин Мэнсон — вокал, перкуссия, гитара, продюсирование
- Биер, Стефен — клавиши, программирование
- Джинджер Фиш — ударные
- Дэйзи Берковиц — гитара, бас-гитара
- Уайт, Джорди — бас-гитара
- Зим Зам — гитара
- Сара Ли Лукас — ударные
- Гиджет Гейн — бас-гитара
- Джон 5 — гитара